# Palazzo Rospigliosi
Palazzo Rospigliosi è un importante edificio che domina la città di Zagarolo.

## Storia
Si sa con certezza che nel 1151, epoca in cui i Colonna vendettero a papa Eugenio III i diritti sulla Contea di Tuscolo (fu esclusa Zagarolo che della Contea faceva parte) esisteva già il primo nucleo del Palazzo attuale. Si conosce che il nucleo originario era un castello dei principi Colonna che fino al 1100 aveva funzioni esclusivamente militari. Esso fu al centro di contese fra i Colonna e il Papato e subì varie devastazioni. Nel 1439 subì gravissimi danni ad opera delle truppe al comando del noto condottiero Giovanni Maria Vitelleschi.
Nel 1591 per ordine di papa Gregorio XIV vi si riunì, ospitata dal cardinale Marcantonio Colonna, una commissione composta dal cardinale William Allen e da otto teologi, tra i quali il gesuita padre Roberto Bellarmino, per curare la revisione della Vulgata della Bibbia, che con i secoli aveva subito errori di trascrizione e tipografici. Papa Clemente VIII ne dispose la pubblicazione nel 1592. Un affresco all'interno del palazzo ricorda l'evento.
Nel 1622 i Colonna vendettero il Palazzo al cardinale Ludovico Ludovisi. Tracce di questo fugace passaggio di proprietà si notano sui portali dell'atrio. Sopra di essi si leggono infatti le iscrizioni: «L. Card. Ludovisius S.R.E. Vicecancellarius». I pittori Domenichino e Giovanbattista Viola vi eseguirono vari dipinti su tela per decorare le sue splendide sale. Ospitò, per benevolenza del duca Marzio Colonna, il pittore Michelangelo Merisi detto il Caravaggio, fuggito da Roma, ove aveva ucciso un amico in una rissa. Durante la sua permanenza in questo castello dipinse vari lavori tra i quali La Maddalena e la Cena in Emmaus.
Nel 1668 nel palazzo, passato ai Rospigliosi, avvenne la prima assoluta di La comica de cielo di Antonio Maria Abbatini. Nel teatro all'interno del castello recitò più volte i suoi versi Vittorio Alfieri.
Subì notevoli danni durante la seconda guerra mondiale, nel corso della quale il Palazzo ospitò prima una fabbrica di paracadute, poi un ospedale militare tedesco ed infine numerose famiglie, rimaste senza casa a seguito dei bombardamenti aerei alleati subiti da Zagarolo nell'anno 1944.
Negli anni sessanta per interessamento della principessa Elvina Pallavicini, con l'assistenza della Direzione Generale delle Antichità e Belle Arti e della Soprintendenza ai Monumenti del Lazio, furono iniziati i lavori di restauro per riportare il Palazzo all'antico splendore. Il palazzo, diventato proprietà del Comune, è utilizzato anche come sede del Museo del giocattolo, oltre che per convegni culturali, mostre, biblioteche e sedi amministrative.

## Descrizione
Il Palazzo conserva affreschi testimonianza dei pittori manieristi che ci hanno lavorato nel tardo Cinquecento (XVI secolo). Paesaggi bucolici, scene di caccia, scene di battaglia sono raffigurate nel piano nobile del palazzo, tra le altre la battaglia di Lepanto. Sono opere di artisti olandesi, di Antonio Tempesta, degli Zuccari.
Gli affreschi che decorano le sale e i locali di rappresentanza sono opera di manieristi del tardo Cinquecento. Affreschi dello stesso ciclo decorano le pareti del piano nobile, tra i quali fregi con figure allegoriche. In uno si nota la battaglia di Lepanto, in altri scene di caccia. Questi sono attribuiti dai più alla mano di Antonio Tempesta e ai fratelli Zuccari. L'arredamento era sontuoso. Un quadro che era nel palazzo raffigurava Aquilino un cavallo da corsa dei Rospigliosi. Quadri e suppellettili di ingente valore erano conservati in ambienti di delicata fattura. Tuttora i soffitti presentano figure imponenti di donne sedute e putti rappresentanti allegorie e stemmi vari dei Colonna, Rospigliosi e Pallavicini. Sulle pareti si notano paesaggi della campagna locale, che indicano possedimenti dei Colonna e dei Rospigliosi tra i quali spicca la mole dell'attuale Palazzo. Interessanti sono gli stucchi del tardo Settecento. In un cortiletto interno si trova un ninfeo ricco dì decorazioni varie e conchiglie; ai lati presenta due cariatidi e si conclude con un timpano spezzato nel cui centro è sistemato uno stemma.
In questo palazzo trovò ispirazione l'incisore inglese William Day (1797–1845), che vi eseguì una serie di litografie.